# 手永
手永（てなが）制は、江戸時代に大名の細川家（豊前小倉藩主、のち肥後熊本藩主）がその領地に導入した行政制度。領内を「手永」と呼ばれる行政区画に分けて村を束ね、責任者として惣庄屋を置く。江戸時代初期に細川家が小倉藩領に創設し、寛永9年（1632年）に熊本に移封されると熊本藩領にも導入された。小倉藩の手永制度は細川家に代わった小笠原家によって引き継がれ、以後両藩で廃藩置県まで行われた。
本項では主に熊本藩で行われた手永制度について説明する。

## 歴史
寛永9年（1632年）、細川忠利が豊前小倉から肥後熊本に移封され、肥後国の大部分を治める熊本藩54万石の藩主となった。寛永12年（1635年）、領内全域に「手永」という地方行政区域・制度を設定した。

## 手永の語義
明治以降の郡治では、村は郡に直結した最小の自治体だが、藩政時代の村は郡には直結せず、その中間に数か村から数十か村を一単位とした行政区画が存在した。これは地方によって、組、筋、通など種々な名称で呼ばれていたが、多くは組と称し、組内に一人の大庄屋を置き、大庄屋はその管轄下にある数か村を支配し、数人の村庄屋を配下におさめていた。肥後藩ではこの区域を手永（もしくは懸）と呼び、大庄屋を惣庄屋と呼んだ。

## 制度内容
藩内を●●手永という小区画に分割し、それぞれの手永に会所（かいしょ）という役所を置き、管轄する最高責任者として惣庄屋（そうじょうや）を置いた。
この手永は、現在の郡や村の中間に当たるもので、細川氏が小倉藩時代から行っていた制度を、肥後藩内にも適用したものである。

### 手永の配置
当初、手永は藩領内に100箇所以上作られたが、その後、統廃合を繰り返し行い、承応2年（1653年）には59へ激減。最終的には51まで減らされ固定化した。
主な手永としては、布田家（布田保之助）が歴代惣庄屋として通潤橋や新道整備など基盤整備を行った矢部手永（現在の山都町　旧小峰村と蘇陽地区を除いた部分）や菅尾手永（すげおてなが）、阿蘇の坂梨手永などがある。
- 手永
  - 上益城郡
    - 矢部手永（やべてなが　現在の山都町　旧小峰村と蘇陽地区を除いた部分）

  - 阿蘇郡
    - 菅尾手永（すげおてなが　現在の山都町　旧小峰村と蘇陽地区部分）
    - 坂梨手永

### 惣庄屋
惣庄屋（そうじょうや）は、郡代の配下にあり、他藩で言う大庄屋にあたる（肥後藩でも対外的には大庄屋と称した）。下役に、庄屋、手代、給人庄屋があり、庄屋の配下に帳書、組頭（頭百姓）、役頭、蔵頭、五人組頭（伍長）が置かれた。
惣庄屋には地元の有力者、庄屋や旧菊池・阿蘇氏家臣などが任命されることが多かった。武士と同様に当初は世襲制が強かったが、やがて実力の伴わない者は任を受けなくなり、任命制へと変わっていった。惣庄屋を含め藩役人の手永間の転勤なども実施されるようになった。幕末まで歴代、惣庄屋の職務を受けた家は、布田家などわずかである。
異なる手永で仕事に励むことで、広い見聞と知識を身に着け、人材交流を図ることも出来、その後の仕事に役立つことになった。
近代技術の集大成と言われる通潤橋が出来た一つの理由として、惣庄屋である布田保之助が別の手永で勤務経験をしていたことが大きく影響している。また、八代海の干拓で知られた鹿子木量平も同様に各地の手永で惣庄屋を経験している。
時代を経るにつれ、武士というよりも、地方政務官、首長的な性質を帯びていった。
惣庄屋は年貢の請負や民政の運営に当たり、藩の上役・郡代に上申なども行った。
郡代の下役には、惣庄屋のほかに、横目、山支配役、塘方（ともかた）普請方があった。横目は郡代の下に付いて諸事に目を配る役で、しばしば惣庄屋の嗣子が最初に就く見習い的な職だった。

### 会所
それぞれの手永には、会所（かいしょ）と呼ばれる役所が置かれ、惣庄屋を補佐し、各種の実務を行った。矢部手永の会所は、浜町に置かれている。

### 手永の変遷
江戸時代中期になると、太平の世となるが、天災による飢饉などが度々おこるようになった。手永は統治機構という色合いから、徐々に地方行政・社会基盤整備の基本単位としての性格を強めていった。
郡単位であった代官は、手永単位に置き換えられ、さらに代官を惣庄屋の兼任職とするなどの改訂が一部で行われた。
江戸末期には、各地で盛んに基盤整備事業（新道、用水路＝井手、ため池、新田開発など）が行われたが、その中心として手永や惣庄屋は重要な役割を果たした。地方に残るインフラストラクチャーの多くは、この時期に整備されたものである。
一例として、通潤橋を建設する際には矢部手永が中心となり、細川藩の計画承認を得ている。また、藩から莫大な建設事業資金を地元民の代わりに借りうけ、事業の実施を行っている。（完成後まもなく幕藩体制が崩壊。一部の資金は、返済をせずにうやむやになった。）

### 手永制度の廃止
江戸時代が終わり明治新政府になり、廃藩置県によって手永制度は廃止されたが、その影響はその後も残った。